# アメリカ同時多発テロ事件陰謀説
アメリカ同時多発テロ事件陰謀説（アメリカどうじたはつテロじけんいんぼうせつ）とは、アメリカ同時多発テロ事件について、アメリカ政府は事前に事件を察知していたがなんらかの理由でその発生を見逃した、もしくは自作自演であったとする説。

## 概要
アメリカ同時多発テロに関する公式な見解は、「ウサーマ・ビン・ラーディン（オサマ・ビンラディンとも）を筆頭とするアルカーイダ（アルカイダとも）が引き起こしたテロで、重要建造物（政府関連施設もしくはランドマーク）を標的にハイジャックした旅客機を用いた自爆テロであり、その方法はアメリカ合衆国連邦政府を始め、誰もが予想もつかなかった」というものである。これに対してテロリズムをアメリカ政府があらかじめ知っていたが無視したとする説、政府自身による自作自演であるとする説が唱えられている。
また、本事件の公式見解を支持する場合であっても、事件時や捜査時の不手際などを政府や軍が隠蔽しているのではないかという疑惑も、広義の陰謀説と呼べる。
見逃し説は、「アルカイダがソ連のアフガニスタン侵略に際しアメリカ中央情報局（CIA）の支援で結成された武装抵抗組織」という経緯や、「ブッシュ大統領ないしその一族がウサーマ・ビン＝ラーディンと繋がっており共謀した」とする説を根拠に、「テロが起こる事を知っていてわざと見逃した。もしくは手助けした」とする説である。アメリカでは根強い論調で、そうした視点に立ったジャーナリストや研究者による様々な著作も発刊されている。この様な動きに対して、アメリカCNNも「アメリカ国内で『陰謀説』が再燃の兆し」と報じたことがある。後に、たびたびテレビで取り扱われた。他にはマイケル・ムーア作の映画『華氏911』などがこの説をとりあげている。しかし、華氏911では事前に事件を知りえたはずのブッシュ大統領が、連絡を受けてから予定をキャンセルするまでの初動の遅さも取り上げ批判している。
自作自演説は、「アメリカ政府とアメリカ軍が、遠隔操作の貨物機やミサイル、建物内に仕掛けた爆破解体用の爆薬を使ってツインタワーやペンタゴンを破壊し、通説のようなテロ事件であると報道機関を用いて演出した」とする説である。（テロ自体はアルカイダの仕業とする）見逃し説と比較しても通説との差異は大きく、現在では見逃し説に代わる陰謀説の主流となっている。映画『ルース・チェンジ』ではこの説が取り上げられている。

## 理論

### 見逃し説
- アルカイーダが、アメリカ中央情報局によって設立され、同局と緊密な関係があるという背景。
- ビン＝ラーディンの親戚が、9.11当日、一連の事件の後、FBIが「テロと無関係」と保障したことにより、飛行機で帰国した[2]。
- 自国民を殺すほど、そこまでひどいことはやらない。これほどの事態を秘密にしておくことは不可能（後述の自作自演に対しての反論の一種）
- 単なる情報伝達の不手際

### 自作自演説
以下の現象や証拠は、外国のテロリストの犯行にしては規模が大きく、かつ巧妙である。また、これらに対して政府から納得のいく回答が得られていない。

#### ブッシュ政権への疑義

##### ヴィクター・ゴールド
長年、ブッシュ一族と親密で、1992年のジョージ・H・W・ブッシュの大統領選まで共和党の顧問的立場にあったジャーナリストのヴィクター・ゴールド (Victor Gold) は、2007年、自らの経験と伝聞をふまえて、著書Invasion of the Party Snatchersを出版し、その中で9/11はアル・カイダの仕業であることを認めたうえで次のように主張した。
カナダのCentre for Research on Globalizationはこの記述を基に、9/11がなかったとしてもネオコンたちはそれに準ずる自作自演の偽旗攻撃を準備していただろうとヴィクター・ゴールドが示唆したと報じた。一方で、ワシントン・ポスト紙による同書書評では9/11陰謀論は取り上げられていない。

##### 警察国家と化したアメリカ
ブッシュ政権の労務省元主任エコノミストであったモルガン・レイノルズ (Morgan Reynolds) は、2005年に次のように主張した。
- 「遠く離れたアフガニスタンのイスラム原理主義者の本部からの指示を受けて、19名のアラブ・テロリストによって911事件が引き起こされた」という政府見解こそが、おとぎ話のような「陰謀論」である。WTC崩壊に関する政府公式見解も、これと同様に、およそ納得しがたい。
- 私は崩壊の公式見解は正しくないと信じている。そのような誤った分析に基づいた政策もまた誤りである。アメリカ政府の見解はきわめて脆弱なもので、プロによる解体作業だけがWTC崩壊の事実を十分に説明することができる事象だ。
- 事態を困難にしているのは、分析を受ける前にFEMA（アメリカ合衆国連邦緊急事態管理庁）が、WTCから証拠を取り去ってしまったことだ。
- ワールドトレードセンター・ツインタワーの崩壊が解体行為によるものであったのであれば、911事件がアメリカ政府内部犯行であることが明らかにされるだろう。
- 科学者や技術者、偏見のない研究者たちが911事件を解明するべきだ。しかし現在のアメリカの警察国家状態の下ではそれは難しい。爆破と建築の専門家たちは、911事件を分析をすることに対して、逮捕の恐怖を感じているからだ。

#### アメリカ新世紀プロジェクトとSystem Planning Corporation
アメリカのシンクタンク「アメリカ新世紀プロジェクト」(Project for the New American Century) は、2000年9月に、90ページのレポート"Rebuilding America's Defenses"を公表した。このレポートでは、アメリカの外交政策、軍事政策のあり方を論じ、複数の戦争を同時に遂行しかつ圧勝するための体制を構築する上での目標を挙げる部分で、次のように述べられている(page51)。
このアメリカ新世紀プロジェクトのメンバーであった、Dov S. Zakheimは、CFR（外交問題評議会）のメンバーでもあり、レーガン政権で国防省要職を務め、ジョージ・ブッシュ政権で、政権発足から2004年まで大統領の外交政策顧問、アメリカ国防長官府のコンサルタントを務めた。また、彼は1987年から2001年まで、軍事技術会社 System Planning Corporationの部長職、および子会社であるSPC InternationalのCEO（最高経営責任者）であった。
なお、System Planning Corporationは、航空機を遠隔自動操縦で航行させることができる技術(Flight Termination System、Command Transmitter System)を販売している。

#### ワールドトレードセンターのツインタワー両棟崩壊についての論争
主流の見解では、ワールドトレードセンター・コンプレックスを形成する7つのビルは、航空機の衝突とそれに伴う火災をきっかけに崩壊したとする。この立場から崩壊の機序を説明する仮説のうち初期のものは、「パンケーキクラッシュ説」とも呼ばれる。これは、ビルの各階の層が下の階へ落下することで、各階が順に押し潰されるようにして崩壊したとする。
しかし、この説に基づけば各階の落下速度が自由落下の速度を越えないはずだとの反論がある。Rick Segalは、崩壊時の映像記録によれば第1ビル、第2ビル、第7ビルの崩壊速度は真空での自由落下速度に匹敵すると述べた。ただし、実際に自由落下だった場合、第1および第2ビルの高さだと9秒、第7ビルだと3秒強で崩壊することになるが、ツインタワーの倒壊には15-20秒、第7ビルは陰謀論者の主張でも6秒かかっているため、とうてい自由落下に「匹敵」とはいえない。また、近代的な高層ビルで火災が原因で崩壊した例はないという反論、パンケーキ説が唱えるような重みや歪み等による崩壊であれば各階が残っているはずだが、実際には原形をとどめないほど粉砕されているという反論もある。
ツインタワーの崩壊は秘密裏に計画された人為的な爆破あるいは解体であったとする主張もある。たとえばスティーブン・E・ジョーンズは、ワールドトレードセンターの3つのビルの崩壊の際にテルミットが使われたという仮説を発表している。また7号館は当時、一切の影響を受けていなかったにもかかわらず、古いビルの爆破解体のように中央から瞬時に崩れ、周りの建物をほとんど傷つけることなく瓦礫（がれき）がきれいに敷地内に収まっているということを指摘する意見がある。
一方で、爆破解体は無数の爆薬に電気配線をつなぎ、電気雷管で起爆する非常に緻密（ちみつ）な作業であり、ましてやワールドトレードセンター・ツインタワーほどの規模になると、どんなにいい加減な作業内容でも、数百人規模の人員と数ヶ月の工期（日本の一般的な河川に架かる橋の発破解体でも約20人の人員と2ヶ月の工期が必要）が最低条件となるため、一日に20万を越える人間が出入りするワールドトレードセンター・コンプレックス内で、これらの作業を秘匿（ひとく）しつつ遂行することについての疑問もある。また、ツインタワー両棟は一箇所でも破断したら落下してしまう本質的に単純支持のトラス梁（ばり）で構成された床をもつ特別な構造躯体であり、もともと飛行機の突入による崩壊は必然であるという意見がある。しかしこの理屈はフロア及び外壁の崩落は説明できてもコアブロックの崩落の説明にはならない。
またアメリカ地質調査所とRJ Lee社による粉砕粉の標本調査では、テルミット反応や爆発の証拠は一切報告されておらず、「テルミットした物質」はプライマー塗料であったと推測されている。国立標準技術研究所は鉄は溶けたのではなく、むしろ脆くなったのであり、それが航空機の衝突によるダメージと共に、倒壊の原因となったと報告した。

##### その他
ビルの施設警備を請け負っていた警備会社「ストラテセック」（当時の社名は「セキュラコム」）のCEOは大統領の弟マーヴィン・P・ブッシュであった。
ワールドトレードセンター・ツインタワーには金融機関の不正調査を行うFBIの事務所があったが、ツインタワーの崩壊により資料が消滅したという意見がある。

##### ワールドトレードセンター・コンプレックスでの全犠牲者の身元特定
2005年2月のAPの記事は、「ニューヨーク市立医療検査官局は、『犠牲者2,800名のうち、DNA鑑定の限界に到達するまで調査しても、1,100名が特定できていない』と遺族に対して公言している」と報道した。

#### ツインタワー爆破説
上記の説に加えツインタワーの崩壊には他にも疑惑があるといわれている。アメリカの“IN THE WAKE PRODUCTIONS”という番組制作会社によって「911 Mysteries」として番組化され提唱された。この映像はDVDとしても販売されている

。
（以下全て映画ルース・チェンジで指摘している事項であり、そこも出所となりうる）。
この番組によると、ツインタワーは航空機の衝突によって崩壊したのではなく、事前にツインタワー両棟に爆発物が仕掛けられており、それを故意に爆発させ崩壊したとも言われている。上記の説と重複する点もあるが、その根拠をまとめると以下の通りである。
タワーの外側は鋼鉄が網の目のように配されており、ボーイング707型機や複数の航空機が突入しても耐えられるように設計されていた。例えるならば網目に鉛筆を指しても全体に影響が及ばないように設計されていたと言える。（設計者Leslie E. Robertson が言及）
ジェット燃料はケロシンという灯油の一種で、鋼鉄を溶かしたり強度を弱めるほどの温度まで上昇しない。
タワーが崩落するスピードが速すぎる。
航空機突入とは別の爆発音がしたという、消防士や警官、またビルから救出された人など、多くの人の証言がある。
タワー崩落時の写真や映像では、崩落する時に階下の方から謎の白い煙が吹き出ている。
旅客機がタワーに衝突する直前にタワーから不可解な閃光が発せられている。
消防士たちが鋼鉄が溶けて流れていたと証言。
ブリガムヤング大学の物理学教授であるスティーブン・E・ジョーンズ(Steven E. Jones)が、タワー地下の溶けた金属を調べると、瞬間的に鋼鉄を切断する際に使用されるような、テルミットのような高熱を発する爆発物を使用した形跡が見られたと言う。この発言後、ジョーンズ教授はアメリカ政府からの圧力を受け、ブリガムヤング大学の教授職を解雇された。それでもジョーンズは、「教授職を解雇されようとも真実はねじ曲げられない」と、現在もその主張を続けている。
これらの理由から、ツインタワーは爆破されたのではないかという説がある。ではなぜ爆破されたかという疑問の理由として
- 当初、港湾公社が管理していたが維持費が高額であり、更に老朽化が進んでいたことからテナントも敬遠し、減少する一方だった。
- ビルには有害なアスベストが多く使われており、それを除去するだけでも10億ドル以上かかると言われ、頭の痛いお荷物となっていた。
- テロの6週間前に、港湾公社から不動産王といわれるラリー・シルバースタイン(Larry Silverstein)に賃貸権が委譲されており、その際に彼が35億ドルという巨額の保険をかけたために、事件後に80億5000万ドルという大金が支払われたと言われる[37][38]。しかし、そのような主張とは違う証言もある。また、仮に80億5000万ドル支払われたとしても、シルバースタインには賃貸者として現地の回復義務があり、この費用はおよそ60億ドル。さらに、港湾公社への賃貸料(年１億５千万ドル)も支払わねばならないので、実際に得になるかどうかは不明。またこの説をとった場合、単に放火すればよいものを、飛行機を突っ込ませる意図が全くわからない。

などが挙げられる。更にサウスタワーで働いていたスコット・フォーブス(Sccot Forbes)によると、9.11の4-6週間前に上の階で、ドリルやハンマーなどの改装工事らしき音がずっと聞こえており、床が揺れるほどだったが、1度見に行きドアを開けたら奇妙なことに何もなかったと証言、また彼は9月8日から9日にかけて電気工事の名目で長い停電があり、停電中はタワーのセキュリティも解除され誰でも入ることができたと証言している。
NBCテレビのパット・ドーソンは現場取材で「どちらかのビルでまた爆発があった」「（救助に向かった）消防本部長によるとビルに爆発物が仕掛けられていた」と報道している。
また上記の理由に加えて、ツインタワー崩壊で最大の謎があるという。
ワールドトレードセンター・コンプレックスの第7ビル（通称:ソロモン・ブラザーズ・ビル、47階建て）は、公式発表では「ツインタワーの瓦礫による損傷と火災によって崩壊した」とされているが、第7ビルはツインタワーから最も離れた場所に位置している上に、もっと近くに建っていた第3〜6ビルに比べると、事故直後は損傷の度合いも軽いように見受けられ、また火災がひどいようにも見えなかったのに、わずか6.5秒というとんでもない速さで崩落した、としている。第7ビル崩落前の映像や写真を見てもツインタワー崩壊による瓦礫の損傷はほぼ皆無である
。CIAエージェント（爆発物処理専門家）として36年間勤務したマルコム・ハワードは、ワールドトレードセンター第7ビルが「意図的なビルの爆破解体」（CIA作戦コード「ニューセンチュリー」）であったことを余命1週間を告げられた際に証言した。
したがって、ビルは航空機によるものだけではなく、爆破解体されたのではないかという主張がある。

#### BBCのワールドトレードセンター第7ビル倒壊報道への疑義
このテロ事件での当日のBBCのニュース内においてニューヨークに中継がつながれた時にBBCの女性記者が、実際のワールドトレードセンター第7ビルが背後にしっかりと映っているにもかかわらず、中継内で「たった今、ソロモンブラザーズビル(第7ビル)が崩壊したという情報が入ってきました」と言った直後に中継が不可解に中断し、なおかつBBCがこの中継の録画テープを紛失したため、BBCが第7ビルの爆破解体という陰謀に関与したという説がある。
しかしながら、これらはBBCが陰謀に関与した証拠などでは一切なく、録画テープはその後、間違って仕舞われた2002年の棚から発見され、ロイター通信が訂正したとおり、女性記者の発言は現場の消防当局から第7ビルが倒壊しそうだという情報が誤って伝えられたためであり、また中継が中断したのは通信衛星装置にあらかじめタイマーが設定されていたためであることをBBC自身が報じた。

#### アメリカン航空77便のペンタゴン突入への疑義
ペンタゴン (国防総省) に突入した飛行物体はミサイルであったとする説が唱えられている。
CNNは、911事件当日にペンタゴン攻撃直前にペンタゴン上空を航行していた飛行機を撮影した画像を保有しており、これが一般の旅客機ではなく、アメリカの軍用機のE4-Bに外形が酷似していると指摘する番組を2007年に放映した。また同じ番組の中では、アメリカ政府公式報告の中に、この飛行機に関する言及がないことも指摘している。
USA Todayの記者Mike Waltersは、911事件当日にペンタゴンへの攻撃の瞬間を目撃した。彼がCNNに対して、ペンタゴンを攻撃した飛行体が「巡航ミサイルだった」と語ったとされることがある。実際には「巡航ミサイルのように飛んできた」と語っており、巡航ミサイルが飛来したとは述べていない。なお、時刻の早いCNNの記事では、彼はアメリカン航空機を見たと証言したと報道されているが、さらにそれ以前の時刻のイギリスのpress associationの報道では、衝突の瞬間の目撃、アメリカン航空機の目撃に対する言及がなく、「それは有翼巡航ミサイルのようだった」「飛行機の残骸と走り回る軍人たちを見た」とだけその発言が報じられていた。
ドナルド・ラムズフェルド国防長官は、911事件直後の雑誌Parade Magazineとのインタビューで、911事件の経緯に触れる中で「ミサイルがペンタゴンを攻撃した」と発言した。
ワシントンポストは、911事件当日のペンタゴンの攻撃を報道する記事で、現場証言として、ペンタゴン職員のErvin Brownが「小型飛行機の残骸のようなものが地面にあるのを見た」同じくTom Seibertが「ミサイルのような音を聞いた後、爆発が起きた」と発言した、と報じた。
アメリカの超党派団体「9/11の真実を求める学者達の会（Dr. James H. Fetzer発起：英語版Wikiを参照）は、航空宇宙工学エンジニアのマイケル・メイヤー（Michael Meyer）の次の主張をWebに掲載している。
元アメリカ陸軍グリーン・ベレー軍人のジャーナリスト、Geoff Metcalfは、フランスのWebジャーナルAsile.org、および、匿名のあるパイロットの説として、事故直後の現場写真に対する次の指摘を2002年に紹介している。
- 衝突場所の前面の芝生部分に残骸がまったく飛び散っていない。
- 事故当日の衛星写真によると、ペンタゴンのもっとも外側の棟の、5階建ての1階部分のみだけが損傷を受けている。ペンタゴンの建物の高さは78フィートである。一体どうすれば、ほぼ100トン、全高44.7フィート、全長115フィート以上であるボーイング757-200が、最低でも時速400kmの速度で突入して、ただペンタゴンの外側の棟の1階にだけ、ダメージを与えることができるのだろうか?
- ペンタゴンに突入で破損した部位と機体の大きさを比較して、ボーイング757-200の翼部分が当たることによって発生するはずのダメージがどこにも見当たらない。
- 気候を考慮すると、衝突時には、燃費の比重を1ガロンあたり6.9ポンドとすると、8600ガロン＝約60000ポンド（27トン）ほどの燃料が、あらゆるところに広範にバラ撒かれていたはずである。
- 飛行機のフロアから引きはがれたであろう、シートベルトのバックルつきの座席はどこにあったのか?乗客はどこにいったのか?
- いまだかつて激突によって機体が蒸発してしまった（＝破片すら原型をまったく留めないほどに細かく四散してしまった）航空機事故など見たことがない。しかし実際にはシルクエアー185便事故やヴァリグ・ブラジル航空967便遭難事故など、そのような事故の例は多数存在する。しかし、熱によりほぼ全ての残骸がほとんど消滅に近いかたちで残っていない、といった事故はあまり例が無い。

アメリカの、Pilots for 911 truth（パイロットや航空業界関係者による911真相追求団体）は、2006年に次の記事を公表した。
- NTSB（国家運輸安全委員会）の公表したペンタゴン突入航空機（アメリカン航空77便）の飛行記録を、実際にフライト・シミュレーターで解析してみた。
- 政府公式発表によると実際の現場で、77便はペンタゴン突入途中に街灯に接触したとされるが、解析の結果、街灯の上空では海抜480フィート（誤差+/-75フィート）を飛行していたことが明らかになり、街灯を航空機がなぎ倒すことは不可能であると分かった。
- この矛盾点をNTSBに対して問い合わせたが、回答は拒否された。

ペンタゴンの近くにガソリン・スタンドがあり、そこに設置されていたセキュリティー・カメラの一つが事件現場の方を向いていたが、撮影されたビデオは事件後に米軍兵士により没収されてしまった。高速飛行可能な巡航ミサイルのような小型物体が写っていた可能性があって、それを隠蔽しているのではないか。

#### ユナイテッド航空93便の墜落への疑義
ラムズフェルド国防長官は、2004年12月にイラクを訪問した際に、911事件でハイジャックされたユナイテッド航空93便は「撃ち落とされた」と発言したと報道された。
アメリカの、Pilots for 911 truth（パイロットや航空業界関係者による911真相追求団体）は、2008年に次の記事を公表した。
- NTSBの公表したユナイテッド航空93便の飛行記録によると、「地面に対して40度の突入角度で、機体を進路に5度下に傾けた状態で墜落した」とされているが、衝突によって生じたクレーターの形状は、垂直降下によって作られる形状である。
- また、NTSBの飛行記録では、93便に装着された地上接近警報装置（GPWS:ground proximity warning system）から、地面接近する飛行中に、「突入角度を確認せよ」、「機首を上げよ」という警報が発せられた形跡がない。

#### ハイジャック機からの電話連絡についての疑義
カナダの西オンタリオ大学（University of Western Ontario）のAlexander K. Dewdney教授は、2003年に、チャーター機を使って自ら実験を行ってデータを解析した結果、旅客機の通常の航行高度である3万5千フィートはもちろん、高度8000フィート（約2400メートル）時点でも、携帯電話が通話不能であることが証明できたとして、2001年9月11日にハイジャックされた民間機上の乗客から、次々と携帯電話で電話がかかってきたと言われているが、それは不可能だと主張した。
この説については、根本的な事実誤認として実際の通話のほとんどは携帯電話ではなく、機内の据付電話で行われていたということがある。一方で携帯電話の通話は一分弱で切れてしまったものもあることから携帯電話が支障なく使えたわけでもないことも事実である。
またVHF、UHF、SHFの伝達性は環境によって大きく左右されることが多く（例：スポラディックE層）、通話可能であったか否かの証明には、たった1回の実験ではなくある程度の期間を使った連続的なデータ採取が必要である。
更に問題の「実験」と称する飛行は人口希薄なカナダで行われたものであった。当時にあっても大都市近辺は基地局が多いことから、この実験だけで「都市の上空では飛行機内からも携帯電話が使えなかった」と言い切ることはできない。

#### 911当日のアメリカの軍事演習に対する疑義
元ロサンゼルス市警麻薬捜査官でCIAの麻薬取引を告発した経歴のあるMichael Ruppertは、2004年著作 "Crossing the Rubicon" で次のような主張を公表した。
- 事件当日にNORADの演習を遠方で行うことにより演習と実際を混乱させ、アメリカ空軍機が対応出来ない状態にされていた。
- 2001年5月時点で、副大統領ディック・チェイニーは、大統領命令により、すべての連邦政府、すべての軍事機関に及ぶあらゆる軍事訓練、軍事演習を直接監督する責任者となっていた。
- 911事件当日の朝は、ディック・チェイニーが大統領命令により監督責任を負う軍事演習と対テロ演習の多重訓練が開始された。
- ディック・チェイニーは、911事件に対するアメリカ空軍の麻痺状態を確実にするため、シークレットサービスを通して、お互いが完全に分断されてしまっている指揮命令系統を、彼の元で一元的に管理していた。彼は911当日のアメリカの「最高司令官代理」の立場であった。
- シークレットサービスは、FAA（Federal Aviation Administration：連邦航空局）が監督しているレーダー画面と、同じものをリアルタイムで見るための技術を保有している。シークレットサービスはさらに、国家的非常事態には、最高指揮権を行使する法的権限と技術もあわせ持っている。
- 軍事演習と対テロ演習は、実際に飛行している航空機を訓練に含んでいた。アメリカ上空でハイジャックされた航空機を演じる軍用機や、FAAのレーダー画面に配置された「偽の輝点」（仮想の飛行機を示すレーダー上の輝点）が訓練で使われた。
- 「北方警戒」（Northern Vigilance）という演習では、ロシア空軍の攻撃をシミュレートして、空軍の戦闘機をカナダ上空にまで北進させた。その結果、東海岸で緊急発進できる戦闘機はほとんどなくなってしまっていた。
- こうして麻痺状態に陥った空軍の反応は、空軍の戦闘機の乗員を、911事件を阻止することが不可能な状態に確実に陥れた。

#### 公式発表に対する疑義
アルカイーダの犯行声明が登場したことにより、一般的にはアルカイーダの犯行という認識がなされている。しかし、政府が事実を隠していたり、マスコミ報道の内容が操作されているという主張がある。
- 実際、ディック・チェイニー前副大統領は、911事件とアルカイダの関係性を示す証拠を持っていると公式に発言したが、2009年現在も未だにそれは提示されていない。だが、アルカイダとの戦いが続いている中で証拠を公表したりすると、内部の情報源、もしくは情報収集の方法が相手にバレてしまうのは、諜報戦の基本中の基本である。こうした説明責任と機密保持の板ばさみは、何もこの事件に限ったことではない。
- また2002年4月、ミューラー・連邦捜査局長官は、「19人のハイジャック犯容疑者とアメリカ同時多発テロ事件とを結びつける書面の証拠物件を見つけることができていない」「彼らはパソコン、ノートパソコンやほかの記憶媒体も残さず、同調者と接触するようなこともせず、表向き善良なアメリカ人として生活していた」と述べた[62]。だが、この程度のことは他の犯罪者にも多い。

- 犯行の声明や供述に対して疑問視する意見もある。ハイジャッカー容疑者19人のうち7人については、生存しているとの報道がある。また、ハイジャッカーの名前が搭乗者のリストに載っていないとされる[63]。Khalid Sheikh Mohammedがグアンタナモ米軍基地の収容所で犯行を供述したとされるが、この際にはレポーターの同行も許されず、情報も限られていたとされる[64]。

- イスラム学者・アラブ学者のケヴィン・バレットは、1990年代はじめにビン＝ラーディンの音声を翻訳した経験にもとづき、2001年以降に発表された多くの「ビン＝ラーディンの音声だ」とされるテープは語法の特徴からビン＝ラーディンのものではないという見解を示している[65]。CIAが「本物だ」と断定した2002年秋に発表されたテープも、スイスにあるIDIAPという研究所が声の分析をした結果は「替え玉による録音だった」という[66]。ただし、いわゆる「ディスインフォメーション」の一環として、ビン=ラーディンの捜査が進んでいないように見せかけるために、別人の声を敢えてビン=ラーデインの声だと発表したとしても不思議ではない。
- 911事件当日に、ニューヨーク航空管制局の、少なくとも6人の航空管制官が、911当日の2機のハイジャック機を取り扱った際の通信および会話の録音テープが存在したが、まったく公表も内容記録もされずに、FAA（連邦航空局）の職員によってそのテープは破棄された、とニューヨーク・タイムズは2004年に報じた[67]。

#### 各国民の世論
2004年8月、ゾグビー国際世論調査において、ニューヨーク在住者の49.3%とニューヨーク市民の41%が「米国の首脳部は9.11のテロ計画が存在すること、もしくはその攻撃が具体的に2001年の9月11日付近に実行されることを知っていながら意図的にその攻撃を防ごうとしなかった」と回答した。
また、2006年7月、Scripps Howard社とオハイオ大学の調査では、回答者の36%が「米国連邦政府官達がWTCかペンタゴンの攻撃に参加していたか、それらの動きを黙認した」ということが「非常に有り得る」または、「有り得るかもしれない」と答え、16%が「WTCのツインタワー崩壊は秘密裏に仕掛けられた爆薬によるものだった」ということが「非常に有り得る」または、「有り得るかもしれない」と答え、12%が「ペンタゴンはハイジャックされた航空機ではなく、軍の巡航ミサイルによって『攻撃』された可能性がある」ということが「非常に有り得る」または、「有り得るかもしれない」と答えた。
2006年5月、ゾグビー国際世論調査は米国人の42%が「米国政府と9.11調査委員会は彼らの公式調査の結果に反する決定的重大な証拠が発覚するのを恐れ、それらに対する捜査を拒否、あるいは不利な証拠を隠蔽した」と思っている、と結論付けた。
2006年9月、Ipsos-Reidの世論調査では22%のカナダ人が「9.11の攻撃について、ウサーマ・ビン＝ラーディンは全く無関係で、本当は影響力のあるアメリカ人による陰謀である」と思っていることが明らかとなった。2006年10月、ニューヨーク・タイムズとCBSニュースの世論調査では28%が「ブッシュ政権の官僚のほとんどは9.11前に得ていた9.11の攻撃に関する情報について嘘をついている」と答えた。
9.11の5周年の直前、米国の各主要メディアは一斉に9.11の陰謀論についての記事を発表した。それらの中の一つタイム誌は「陰謀論は少数が唱える迷信ではない、明白な政治的事実なのだ」と述べた。上記のような報道が主要なメディアでブームのように報じられ、そして9.11陰謀論はしばしばマスコミの注目の的となるようになっていった。

#### 日本政府見解に対する疑義
2008年1月10日の第168国会参議院外交防衛委員会において、民主党の藤田幸久議員は下記の事項を日本政府に対して質問した。
1. 国際的に疑問の声が上がっているが、日本政府としては9.11事件はアルカイダのみの犯行と解釈するのか。
2. ペンタゴンへの航空機突入について、通常の航空機ではありえない動きなどの異常さをどのように解釈するか。
3. ドイツ連邦銀行総裁が公然と指摘している、テロ発生直前に、航空会社、保険会社、商社や金や石油市場の不可解な売買や、ユナイテッド航空、アメリカン航空の株価暴落を見越したかのような株式プット・オプションの建玉増加、といった取引の存在どのように解釈するか。

政府の答弁は、1. に対しては肯定、2. についてはアメリカ政府公式見解を支持、3. については、「そうしたオプションをもし情報を持って買っている人がいたとすれば、これは当然のことですけどインサイダー取引になると思いますし、大変なことだろうなというふうな認識を持っています。」というものであった。
藤田は、この発言により欧州議会の会議場にて行われた映画『ZERO: 9/11の虚構『試写会（とそれに伴うシンポジウム）やオーストラリアから招待を受けた

ほか、きくちゆみらと共著本を出版したり、シンポジウムなどを開催している。
Truth NewsのKurt Nimmo、きくちゆみらはAlex Jonesと関係が深く、陰謀論を主張する立場にあり、「ネット系を含めて日本および世界の大手マスコミは、報道規制によって、これをほとんど報道していない」と主張している
。
2010年3月、ワシントンポストは「藤田議員は株の利益を得るために別の勢力が実行したのだと妄想話を国民に広げている。このような人物が世界で二番目の経済大国の政権与党の重要な地位についているのは誠に珍奇な話で常軌を逸している。同氏の極端な反米傾向は鳩山政権にも流れているようだ」と批判した。
これに対して藤田議員は陰謀説を否定し、記事は歪曲されたと主張している。また鳩山由紀夫首相は「藤田議員の個人的な見解であり政府の見解でも党の見解でもない」としている。

#### イタリア元大統領の謀略指摘発言
イタリアのフランチェスコ・コシガ元大統領は、2007年11月30日発行のイタリアの日刊紙「コリエーレ・デラ・セラ」のインタビュー記事、Osama-Berlusconi? «Trappola giornalistica»の中で911事件は「米国政府の内部犯行だ」とし、「イタリアの中道左派の最先端の人々は、この大規模な攻撃が、アラブ諸国に非難を向け、西側諸国をアフガニスタンとイラクの戦争に参加させるため、シオニスト（イスラエル民族主義者）の世界的グループの協力の下、アメリカ中央情報局とイスラエル諜報特務局により計画され、実行されたということを、熟知している」「この情報は、アメリカ、ヨーロッパの民主勢力に共有されている」と述べた
。

#### アーロン・ルッソとニコラス・ロックフェラーの会話
アメリカの映画監督アーロン・ルッソは、2006年に Alex Jonesとのインタビューにおいて、ロックフェラー一族でCFR（外交問題評議会）上級メンバーであるニコラス・ロックフェラー（Nicholas Rockefeller）から、911事件発生の11ヶ月前に、「New World Order」（新世界秩序）構想の実現計画の一環として次のような話を聞かされ、ニコラス・ロックフェラーのグループに参加するよう勧誘された、と言う。
この会話を発表した半年後、6年前から患っていた膀胱癌により、ルッソは死去した。トークショー司会者アレックス・ジョーンズは、アーロンが密かに「自分はずっと脅迫されていたから、ガンは攻撃によるものと思う」と語った、と明言した。
- これから「ある出来事」が起こる。
- 「ある出来事」によって、米軍はアフガニスタンに侵攻する。
- さらに、イラクに侵攻して油田を確保して、中東に（米軍）基地を構築してこれらの地域を「New World Order」に取り込む。
- これらの米軍侵攻の全てが、「巨大なでっち上げ」である。

### 外国政府

#### サウジアラビア
イギリスの調査ジャーナリストであるアンソニー・サマーズとロビーン・スワンは、2011年に出版された『The Eleventh Hour』の中で、サウジ王室 がハイジャック犯に物的・金銭的な支援を提供し、ブッシュ政権がこれを隠蔽したことと、彼ら自身の無能さを主張している。著者は、9/11真実の運動（9/11 Truth movement ）が、これらの行動から注意をそらすことで、この隠蔽工作を助けたと主張している。2011年9月、「ロイズ保険シンジケート」はサウジアラビアに対して、9/11攻撃の犠牲者に支払った1億3600万ポンドの返済を要求する訴訟を開始した。サウジアラビアの著名な慈善団体や銀行、アル・サウード王室の主要メンバーなどが、サウジアラビア国家がアルカイダに「故意に」資金を提供し、反欧米感情を煽っている「代理人や分身」であると非難された。
このような説は歴史的に、2016年7月15日まで公表が保留されていた2002年の米議会合同調査報告書の28ページの仮説的な内容を中心に展開されてきた。
フロリダ州の元上院議員ボブ・グラハムは、合同調査の共同議長を務めた他の元関係者と同様に、まだ一部機密扱いとなっている合同調査の報告書の全版を読んだことがあるが、9.11事件の加害者に提供されたサウジアラビア政府関係者の実質的な援助、特にロサンゼルスのサウジアラビア領事館の外交官ファハド・アルトゥメアリーの役割について、米国政府の隠ぺい工作があると考えている。

### その他
- 多くの報道誘導がされている。

  - ビル崩壊直後にビルの工事不良をいきなり指摘する人がいた。
  - ウサーマ・ビン・ラーディンは「我々の市民が殺害された場合、アメリカの市民も殺害する」という極めて普通の人でも言うようなことを言っているだけなのに、CNNのIn the Footsteps of bin Ladenには、如何にも悪人であるかのごとく扱われ、思想誘導されている。
  - 反論者は全てテロリストの仲間とされる風潮になってきて、反論や指摘ができなくなり、それを更に強化する法律が、可決されてしまった。
- 多くの重要な映像や音声が一度放映されただけで、二度と放映されない。
  - ビル崩壊の直前に下部から白煙が舞い上がる。
  - 目撃者がビルに激突した航空機を民間航空機ではないと証言。
  - ビデオを撮っていた人が軍用機だと叫ぶ。
  - レポーターがこの辺りでは見たこともない飛行機で、旅客機でないと報道していた。
  - 多数の人が爆発音の証言。飛行機の衝突と同時に地下でも爆発があったとの証言あり。
  - これらは『911 In Plane Site』による。

- Mayer&Brownはユナイテッド航空の弁護士で、大統領の父の弁護士でもあり、ユナイテッド航空の犠牲者の家族に対して弁護士を行っている者が、内閣のためにも働いているので、全て情報が筒抜けであった。
- 9.11委員会が、事件後411日後に設立され、しかもホワイトハウスに関係ある人々によって設立されている。報道では、独立した集団とされるが、事実と異なる。300万ドルしかお金をかけていない。この委員会によって作られた報告書には、科学的に説明できないことや、多々なる矛盾事項が記されている。
- キューバの革命家であり最高指導者のフィデル・カストロは、この事件について陰謀めいたものを感じると側近に述べていたことが、2007年9月13日（日本時間）放送のCNNで報道された。
- CNNでテロを喜ぶアフガニスタンの人民たちという内容のニュースがテロ当日に放映された。日本時間はおおよそ午後10時であり、ニュースは11時頃、アフガニスタンは時差を考えれば、夕方であったが、映像は昼間の明るい映像であった。報道の迅速さを考えると全く関係ない映像を流していた可能性を否めない。
- 消防士たちの無線交信は直後に公表されなかった。いまだに全部は公表されていない。

#### アメリカ国防総省（ペンタゴン）関連
- 地面すれすれに突っ込んだはずなのに、周辺の芝生が荒れているようには全く見えなかった[27]
- 突っ込んだ場所が建物で最も頑丈な場所であった（直前に補強工事が済んでいた場所であった）[要出典]。
- 現場の映像に機体の破片も乗客の遺体も全く写っていなかった（焦げあとすらない機体の破片が1つ報道されたほか、焦げた破片も2例発表されたがいずれも突入したとされる757型機には使われていないものであった）[27]
- 大型の航空機が突入した事故にしては建物に開いた穴があまりに小さいのではないかという指摘がある[27]。
- ペンタゴンの建物が航空機の飛行高度に対してあまりにも低層であり、未熟な操縦者が機体を正確に建物に当てるのは非常に困難であったこと[要出典]。
- 突入の瞬間を捉えた監視カメラがいくつもあったが、全てのテープが政府に差し押さえられた。その後で発表されたのは5コマの写真のみであり、飛行機は全く映っていなかった。しかも一番重要な、飛行体突入の瞬間だったと思われる途中の1コマが抜かれている[27]。
- ミサイルが飛んできてペンタゴンにぶつかったという目撃証言がある。また事件直後に現場で撮影されたジェットエンジンの残骸は旅客機用の大きなものでなく明らかに無人偵察機（グローバルホーク）のような小型飛行機の形状である。またその小さいジェットエンジンは何者かによって間もなく回収されてしまった[27]。
- 現役のパイロットで結成された真相を究明する民間団体が、現場から回収されたフライトレコーダーの情報開示を求めた。その飛行データを解析したところ、突入したとされる航空機が、事故直前までペンタゴンの上空を飛び越してしまう高度を飛んでおり、突入できない飛行ルートを取っていたことが指摘されている[27]。

#### ユナイテッド航空93便関連
- 墜落現場にはクレーターのようなものしかなく、機体の破片や乗客の遺体がなかった（遺体が1体も見つからなかった）[27]。
尚、本件の様に航空機が超高速且つ地面に対して垂直に近い角度で墜落した場合はクレーターだけが残り、遺体や大きな残骸が殆ど残らないことが起こり得る（パシフィック・サウスウエスト航空1771便墜落事故など）。よって本説には論理的な「穴」がある。
- クリーブランド・ホプキンス国際空港に93便が着陸したとする証言もある[27]。

#### 家族ぐるみの付き合い
- すでに多くの報道官が指摘したように、9.11当日、ウサーマ・ビン＝ラーディンの家族がアメリカにいた。しかも、その場所は、テキサス州にあるブッシュ家の別荘だった。もともとブッシュ家とビン・ラーディン家は、家族ぐるみの付き合いをしてきた。そのビン・ラーディン家を保護するため、FBIがわざわざ、彼らの国外脱出に協力しているぐらいなのだ。なお、ジョージ・H・W・ブッシュ（いわゆる父ブッシュ）とムハンマド・ビン・ラーディン（ウサーマ・ビン＝ラーディンの実父）は、1987年に設立された投資ファンド、カーライル・グループの大株主として知られている[36]。

#### 市民の人権擁護の会
- 反精神医学の団体であるサイエントロジー教会の関連団体の 市民の人権擁護の会は精神科医たちがこの事件を引き起こしたと主張している[90]。

## 関連資料

### 報告書
- National Commission on Terrorist Attacks (2004). The 9/11 Commission Report: Final Report of the National Commission on Terrorist Attacks Upon the United States ; W. W. Norton & Company. ISBN 0393326713.
- 同時多発テロに関する独立調査委員会 『9/11委員会レポート ダイジェスト 同時多発テロに関する独立調査委員会報告書、その衝撃の事実』 WAVE出版、2008年。ISBN 4872903269.
- American Society of Civil Engineers (2003). The Pentagon Building Performance Report, January 2003; American Society of Civil Engineers. ISBN 0784406383.
- Therese McAllister (Editor), Federal Emergency Management Agency (U.S.) (Producer), Federal Insurance and Mitigation Administration (U.S.) (Producer) (2002). World Trade Center Building Performance Study: Data Collection, Preliminary Observations, and Recommendations; Federal Emergency Management Agency（United States Government Printing）. ISBN 0160673895.

### 定説に疑問を呈するもの

#### 書籍
- デヴィッド・レイ・グリフィン(David Ray Griffin)(2005). The 9/11 Commission Report: Omissions and Distortions; Olive Branch Press: Northampton. ISBN 1844370577.
- Don Paul; Hoffman, Jim (2004). Waking Up from Our Nightmare, the 9/11/01 Crimes in New York City; Irresistible/Revolutionary: San Francisco. ISBN 0943096103.
- デヴィッド・レイ・グリフィン (2006). Christian Faith and the Truth Behind 9/11; Westminster John Knox Press: Louisville. ISBN 0664231179.
- Zarembka, Paul (2006). The Hidden History of 9-11-2001; Elsevier: Amsterdam. ISBN 0762313056.
- Don Paul (2002). Facing our Fascist State; Irresistible/Revolutionary: San Francisco. ASIN B0006S7LS0.
- デヴィッド・レイ・グリフィン (2004). The New Pearl Harbor: Disturbing Questions about the Bush Administration and 9/11; Arris Books. ISBN 1844370364.
- Marrs, Jim (2004). Inside Job: Unmasking the 9-11 Conspiracies; Origin Press: San Rafael. ISBN 1579830137.
- Hufschmid, Eric (2002). Painful Questions: An Analysis of the September 11th Attack; Endpoint Software: Goleta. ISBN 1931947058.
- Glanz, James; Lipton, Eric (2004). City in the Sky: The Rise and Fall of the World Trade Center; Times Books: New York. ISBN 0805076913.
- Dunbar, David; Reagan, Brad (2006). Debunking 9/11 Myths: Why Conspiracy Theories Can't Stand Up to the Facts; Hearst. ISBN 158816635X.
- Spak, Steve (2004). Mayday! Mayday! Mayday!; Xlibris Corporation. ISBN 1413427707.
- Shaler, Robert C. (2004). Who They Were: Inside the World Trade Center DNA Story; Free Press. ISBN 0743275209.
- Botte, John (2006). Aftermath: Unseen 9/11 Photos by a New York City Cop; Regan Books. ISBN 0060789719.
- コンノケンイチ 『世界はここまで騙された』 徳間書店、2003年。ISBN 978-4198617653.
- ベンジャミン・フルフォード 『9・11テロ捏造―日本と世界を騙し続ける独裁国家アメリカ』 徳間書店、2006年。ISBN 978-4198621957.
- ベンジャミン・フルフォード 『暴かれた9・11疑惑の真相』 扶桑社、2006年。ISBN 978-4594058999.
- ベンジャミン・フルフォード 『ステルス・ウォー』 講談社、2010年。ISBN 978-4062161244.
- 成澤宗男 『「9.11」の謎―世界はだまされた!?』 金曜日、2006年。ISBN 978-4906605170.

### 陰謀説を批判するもの
- 奥菜秀次 『陰謀論の罠The Trap of Conspiracy Theories 「9.11テロ自作自演」説はこうして捏造された』光文社、2007年。ISBN 978-4-334-93407-1
- と学会『トンデモ本の世界U』「9・11陰謀論の謎を暴く!――検証『911ボーイングを捜せ』」〈皆神龍太郎〉楽工社、2007年。ISBN 9784903063140
- Brad Reagan,David Dunbar/Debunking 9/11 Myths: Why Conspiracy Theories Can't Stand Up to the Facts,Olive Branch Pr ISBN 978-1566566865, 2007
- 山本弘 『ニセ科学を10倍楽しむ本』  楽工社 ISBN 978-4903063416 ちくま文庫版　筑摩書房　2015年4月8日

### 定説に疑問を呈するもの
- PENTAGON ATTACK — Analyse report
- テロリストは誰? - 911ボーイングを探せ!〜航空機は証言する〜 - アメリカ政府の主張に疑問を呈するビデオの紹介（日本語）
- ReOpen911.org - 9.11事件の再調査をアメリカ政府に求める活動（日本語）
- BenjaminFulford.Com - ベンジャミン・フルフォード公式ページ（日本語）
- 911Truth.org （英語）- 911真相究明を求める団体,"9/11 truth movement"(←英語版Wiki参照）911真相究明運動の中心的存在であり48家族の遺族が署名した真相追及嘆願を2004年に宣言した。
- Pilot for 9/11 Truth（英語）-パイロットおよび航空業界関係者が、911事件でハイジャックされた4機のフライトに関して検証するフォーラム。DVDも販売している。
- 9-11 Research（英語）-ソフトウェア技術者Jim Hoffmanを中心に運営されている団体。
- Scholars for 9/11 Truth & Justice（英語） -元ブッシュ政権官僚、多くの大学教授を含む学者、学生からなる大所帯の911真相追求団体。 研究誌 Journal of 911 Studies も発行
- 9/11 Citizens Watch（英語）-ブッシュ政権に対して真相追求を要求し"9/11 Commission"を設立させるきっかけを作ったと言われる団体。アメリカ政府が2004年に発表した"9/11 Commission Report"に対して、"The 9/11 Omission Report"を発表して反論した。また、2004年にニューヨークで、"The 9/11 Citizens Commission"などのフォーラムを 911Truth.orgと共同で開催した。（不定期更新）
- LooseChange（著名な検証映画：日本語吹き替え）参照ルース・チェンジ
- Alex Jonesの監獄惑星ドットコム 上記の別バージョン。なおAlex Jonesは、テキサスのKLBJ (AM) を中心に活動している。

### 陰謀説に対する検証、批判
- PENTAGON ATTACK — Analyse report
- Journal of Debunking 9/11 Conspiracy Theories（英語）
- 9-11 Loose Change Second Edition Viewer Guide（英語）
- 911myths（英語）
- ほぼ日刊イトイ新聞-翻訳前のアメリカ。 アメリカの報道での日本関連のニュースや世相を伝えるサイト。9.11陰謀論に関する米国内の状況についての記述もある 。（日本語）
- 分解『911 ボーイングを捜せ』『911 ボーイングを捜せ ― 航空機は証言する』『911 In Plane Site』をはじめとする各謀略説の徹底検証サイト（日本語）
- Skeptic's Wikiの 911陰謀論 の項目
- イタリア映画　zero.9-11 日本で上映
- グループ9月11日(ita -英語)